# احمدخان تنگستانی

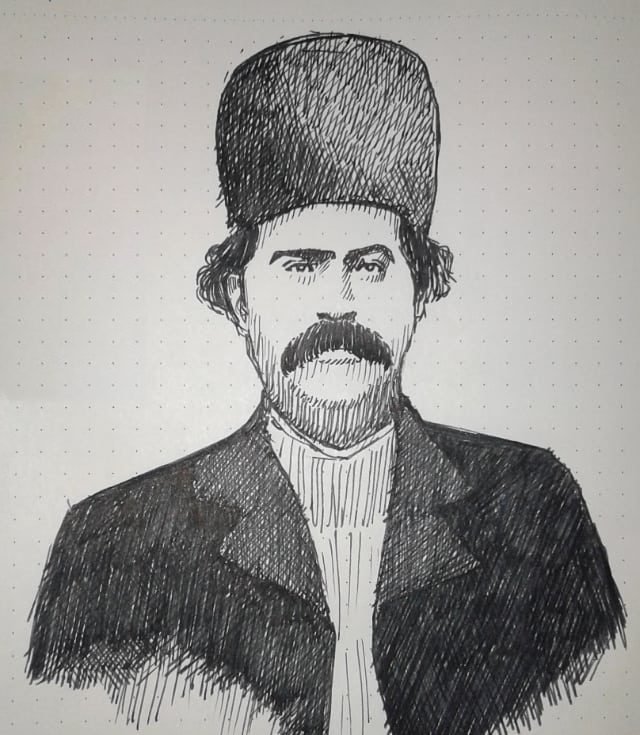
احمدخان تنگستانی، فرزند باقر خان تنگستانی، از فعالان جنبش جنوب ایران در مقابل اولین هجوم انگلیس به بوشهر که در سال ۱۸۵۷ میلادی در نبرد با انگلیسی‌ها کشته شد.

احمد خان تنگستانی فرزند باقر خان تنگستانی، از فعالان جنبش جنوب ایران در مقابل اولین هجوم انگلیس به بوشهر به بهانه تصرف هرات است.
وی در سال ۱۲۷۳ قمری (۱۸۵۷ میلادی) که اختلاف بین انگلیس و ایران بر سر قضیه هرات شدت گرفت و قشون انگلیس برای تصرف بوشهر وارد شدند کدخدای اَهرَم بود که به اتفاق پدر خود و چهارصد نفر تفنگچی برای نبرد با انگلیس‌ها به بوشهر در قلعه بهمنی آمدند و بعد پدر و پسر به اتفاق شیخ حسین چاهکوتاهی با تفنگ‌های فتیله‌ای خود از یک طرف و از طرف دیگر انگلیس‌ها که به تفنگ‌ها و توپ‌های آخرین سیستم مسلح و مجهز بودند جنگ را آغاز نمودند در این جنگ هر سه نفر مخصوصاً احمد خان رشادت فوق‌العاده‌ای ابراز نمود و هفتصد و چهل تن از سپاه انگلیس را کشتند.
احمد خان در ۱۱ ربیع الاول ۱۲۷۳ در نبرد با انگلیسی‌ها در قلعه ریشهر کشته شد.
احمد خان طبع موزونی نیز داشت وی در پاسخ منشی قنسول انگلیس مبنی بر کناره‌گیری از جنگ فی‌البداهه پاسخ داده بود:
احمد ای آنکه شاه خوبانی
بی‌بی بخت باد دمسازت
چار آسیم، ما نمی‌ترسیم
از سه لکاته و دو سربازت
پس از کشته شدن احمدخان در میدان جنگ، اشعار زیر در میان مردم بیاد او مترنم گشت:
خبر آمد که تنگستان بهار است
زمین از خــون احــمد لاله‌زار است
خبر بر  مادر پیرش رسانید
که احمد یک تن و دشمن هزار است